# Sakiska
Sakiska (även khotanesiska eller khotansakiska) är ett utdött östiranskt språk som skrevs med den indiska brahmiskriften. Rika fynd av texter avfattade på sakiska gjordes i bland annat Khotan och Dunhuang i början av 1900-talet. De flesta texterna är översättningar från sanskrit av buddhistiska texter. De innehåller många lånord från sanskrit och iranska språk. Texterna härrör från början av 600-talet till slutet av 900-talet. Sakiskan finns i två varianter: en äldre form kallad tumshukiska efter fyndorten Tumshuk nordost om Kashgar och en yngre form kallad khotanesiska efter staden Khotan. Sakiskan har i sin tur givit många religiösa lånord vidare till tokhariskan.